# Doreen Lawrence
Pour les articles homonymes, voir Lawrence.
Doreen Delceita Lawrence, baronne Lawrence de Clarendon, (née Graham ; en 1952) est une militante jamaïcaine britannique et la mère de Stephen Lawrence, un adolescent britannique noir qui est assassiné lors d'une attaque raciste dans le sud-est de Londres en 1993. Elle promeut les réformes du service de police et fonde le Stephen Lawrence Charitable Trust. Elle est nommée à l'Ordre de l'Empire britannique pour services rendus aux relations communautaires en 2003, et est créée pair à vie en 2013.

## Jeunesse
Elle est née en Jamaïque en 1952. À l'âge de neuf ans, elle émigre en Angleterre. Elle termine ses études dans le sud-est de Londres, avant de devenir employée de banque. En 1972, elle épouse Neville Lawrence. Ensemble, ils ont trois enfants : Stephen (13 septembre 1974 – 22 avril 1993) ; Stuart, né en 1977 ; et Georgina, née en 1982. Le couple divorce en 1999 .

## Meurtre de Stephen Lawrence
À la suite du meurtre de leur fils Stephen en 1993, Doreen et Neville Lawrence affirment que l'enquête de la police métropolitaine n'est pas menée de manière professionnelle, citant l'incompétence et le racisme comme principaux défauts. En 1999, après des années de campagne, et avec le soutien de nombreux membres de la communauté, des médias  et de personnalités politiques, une vaste enquête judiciaire est lancée par Jack Straw, le ministre de l'Intérieur. Présidée par William MacPherson, la commission enquête sur les circonstances de la mort de Stephen Lawrence. L'enquête publique fait l'objet d'un intérêt médiatique intense qui devient international lorsqu'elle conclut que la police métropolitaine est « institutionnellement raciste » et que c'est l'une des principales causes de leur échec à résoudre l'affaire.

## Vie publique
Au lendemain de l'enquête, Lawrence continue à faire campagne pour que justice soit rendue pour son fils ainsi que pour d'autres victimes de crimes racistes. Elle travaille pour obtenir de nouvelles réformes du service de police. En 2003, elle reçoit l'OBE pour les services aux relations communautaires.
Elle fonde le Stephen Lawrence Charitable Trust pour promouvoir un héritage communautaire positif au nom de son fils. Elle est sélectionnée pour siéger à des panels au sein du ministère de l'Intérieur et de la police, et elle est membre à la fois du conseil d'administration et du conseil de Liberty, l'organisation de défense des droits de l'homme, et de Stop Hate UK .
En 1998, elle travaille avec le Royal Institute of British Architects et la Fondation Marco Goldschmied pour créer le Stephen Lawrence Prize, un prix et une bourse annuels pour les jeunes architectes.
En avril 2020, elle est nommée conseillère en relations raciales auprès du parti travailliste .

## Reconnaissance
Le 27 juillet 2012, Lawrence participe à la cérémonie d'ouverture des Jeux olympiques de 2012, tenant le drapeau olympique avec sept autres personnes.
En octobre 2012, elle reçoit un Lifetime Achievement Award lors de la 14e cérémonie des Pride of Britain Awards.
En mai 2014, Lawrence reçoit le Grassroot Diplomat Initiative Award dans la catégorie Social Driver pour son travail approfondi avec le Stephen Lawrence Charitable Trust.
Elle est créée pair à vie le 6 septembre 2013, en tant que baronne Lawrence de Clarendon, de Clarendon dans le Commonwealth de Jamaïque. Elle siège sur les bancs travaillistes de la Chambre des Lords.
Elle reçoit des doctorats honorifiques de l'Université de Cambridge, l'Open University et de l'Université de Thames Valley. Elle est chancelière de l'Université De Montfort, Leicester de 2016 à 2020.

## Dans la culture populaire
La peinture No Woman No Cry de Chris Ofili en 1998 est un portrait de Doreen Lawrence en train de pleurer ; dans chaque larme se trouve une image de son fils Stephen. Il fait partie de l'exposition Turner Prize d'Ofili et se trouve maintenant à la Tate Gallery.
En 1999, elle est interprétée par l'actrice Marianne Jean-Baptiste dans le docudrame d'ITV Le meurtre de Stephen Lawrence. En 2000, Doreen Lawrence apparaît dans un double portrait exposé à la Stephen Lawrence Gallery de Greenwich, Londres.
Lawrence est l'invitée de l'émission radiophonique Desert Island Discs de BBC Radio 4 le 10 juin 2012. Sons of Kemet dédie la chanson Your Queen Is A Reptile notamment à Lawrence.